# Echt of fake
Echt of fake is een lied van de Nederlandse hiphopartiesten KM en Jonna Fraser. Het werd in 2021 als single uitgebracht.

## Achtergrond
Echt of fake is geschreven door Jonathan Jeffrey Grando, Kaene Marica en Tevin Irvin Plaate en geproduceerd door Spanker. Het is een nummer dat past in de genres nederhop en trap. In het lied rappen de artiesten over de twijfels in een relatie. De liedverteller vraagt zich af of de liefde die hij voelt en de liefde die door de ander wordt getoond echt of nep is. 
Het is niet de eerste keer dat de twee artiesten met elkaar samenwerken. Eerder hits waren Kan er niet omheen, Regen en Mamacita. Na Echt of fake werd de samenwerking herhaald op Fine girl.

## Hitnoteringen
De artiesten hadden bescheiden succes met het lied in Nederland. Het stond op de tachtigste plaats van de Single Top 100 in de enige week dat het in deze hitlijst te vinden was. De Top 40 en haar Tipparade werden niet bereikt.